# Franck Chantalou
Franck Chantalou est un karatéka français né le 22 juin 1980 à Saint-Denis. Il est surtout connu pour avoir remporté l'épreuve de kumite individuel masculin plus de 80 kilos aux championnats d'Europe de karaté 2004 ainsi que l'épreuve de kumite par équipe masculin aux championnats du monde de karaté 2004.

## Résultats
| Résultat           | Date         | Épreuve                   | Catégorie | Compétition                                  | Ville hôte                             |
| ------------------ | ------------ | ------------------------- | --------- | -------------------------------------------- | -------------------------------------- |
| Médaille d'argent  | Octobre 1999 | Kumite individuel - 80 kg | Juniors   | Championnats du monde juniors et cadets 1999 | Sofia, en Bulgarie                     |
| Médaille de bronze | Février 2001 | Kumite individuel - 80 kg | Juniors   | Championnats d'Europe juniors et cadets 2001 | Nicosie, à Chypre                      |
| Médaille d'or      | Mai 2004     | Kumite individuel + 80 kg | Seniors   | Championnats d'Europe 2004                   | Moscou, en Russie                      |
| Médaille d'or      | 2004         | Kumite par équipe         | Seniors   | Championnats du monde 2004                   | Monterrey, au Mexique                  |
| Médaille de bronze | 2005         | Kumite par équipe         | Seniors   | Championnats d'Europe 2005                   | San Cristóbal de La Laguna, en Espagne |